# Эззин, Али
Али Эззин (араб. علي الزين‎; род. 3 сентября 1978) — марокканский легкоатлет, который специализировался в беге на 3000 метров с препятствиями. Бронзовый призёр олимпийских игр 2000 года с результатом 8.22,15.
Спортивную карьеру начал в 1995 году. В этом году он занял 6-е место на чемпионате Марокко среди школьников. На этих соревнованиях его приметил один из тренеров по физкультуре, и пригласил его заниматься в спортивный клуб Мекнеса, и он согласился. Год спустя он поступил в национальную школу лёгкой атлетике в Рабате. Его первыми международными соревнованиями стал чемпионат мира среди юниоров 1996 года, на котором он стал бронзовым призёром.
В 1997 году его взял под своё крыло тренер Абделькадер Када, который был тренером таких известных легкоатлетов, как Халид Ханнуши и Салах Иссу. С тех пор он становился призёром многих международных соревнований. На Олимпиаде 2004 года занял 8-е место.
На летних Олимпийских играх 2016 года и чемпионате мира 2019 года работал тренером в национальной сборной.
Его младший брат Хамид Эззин также легкоатлет.